# James Hartle
James Burkett Hartle (20. srpna 1939 – 17. května 2023) byl americký fyzik. Od roku 1966 byl profesorem fyziky na Kalifornské univerzitě v Santa Barbaře, později přestoupil na Santa Fe Institute. Hartle je známý pro příspěvky k astrofyzice, obecné teorii relativity a interpretacím kvantové mechaniky.
Ve spolupráci s Murray Gell-Mannem a dalšími vyvinul Hartle alternativu ke standardní Kodaňské interpretaci, která je více obecná a vhodná pro kvantovou kosmologii, založenou na konzistentních historiích.
S Dieterem Brillem objevil v roce 1964 Brillův–Hartleův geon, přibližné řešení Wheelerova návrhu hypotetického jevu, v němž je balíček gravitačních vln omezen na kompaktní oblasti časoprostoru gravitační přitažlivostí energií svého vlastního pole.
V roce 1983 při práci na institutu Enrica Fermiho na Chicagské univerzitě vyvinul ve spolupráci se Stephenem Hawkingem Hartleovu–Hawkingovu vlnovou funkci vesmíru. Tímto konkrétním řešením Wheelerovy–deWittovy rovnice je možno vysvětlit počáteční podmínky kosmologie Velkého třesku.
Hartle je autorem učebnice obecné teorie relativity nazvané Gravitace: Úvod do Einsteinovy Obecné teorie relativity.